# Tapón unido al envase
Los tapones unidos al envase son un diseño de cierre introducido para garantizar que el tapón permanezca unido al envase después de abrirlo, facilitando su reciclaje y reduciendo su impacto ambiental. Esta medida se ha implementado principalmente en envases de bebidas de hasta tres litros.

### Origen y normativa
La normativa que regula la introducción de estos tapones en la Unión Europea es la Directiva (UE) 2019/904, conocida como la Directiva sobre plásticos de un solo uso. Adoptada en junio de 2019, esta legislación tiene como objetivo reducir la contaminación causada por productos plásticos de un solo uso, particularmente en entornos marinos. Específicamente, el artículo 6, apartado 1 establece:  

Los Estados miembros garantizarán que, como máximo a partir del 3 de julio de 2024, los tapones y las tapas de plástico permanezcan unidos a todos los envases de bebidas de hasta tres litros destinados al consumidor final.

## Desarrollo

#### Justificación normativa
La disposición responde a la necesidad de evitar la dispersión de tapones como residuos, ya que estos se encuentran entre los plásticos de un solo uso más frecuentemente hallados en el medio ambiente, especialmente en mares y océanos. Según un informe de la Agencia Europea de Medio Ambiente (2018), más del 10 % de los residuos marinos identificados en playas corresponde a tapones de botellas de plástico.

## Impacto ambiental
El principal objetivo de la norma es promover la economía circular, garantizando que los envases y sus componentes sean reciclables en su totalidad. Al mantener el tapón adherido, se evita su pérdida durante el uso y posterior reciclaje, incrementando la recuperación de materiales.  
Un estudio publicado por Plastic Recyclers Europe (2023) señala que esta innovación podría aumentar en un 15 % la eficiencia del reciclaje de botellas, siempre que se utilicen materiales compatibles.

## Diseño y fabricación
La directiva no especifica un diseño único, pero exige que los tapones cumplan con las siguientes características:  
- Permanencia física unida al envase.
- Funcionalidad para el consumidor, permitiendo abrir y cerrar el recipiente de forma segura.

Algunos diseños comunes incluyen:  
1. Tapones con bisagra: Una pequeña pieza de plástico flexible conecta el tapón con la boca del envase.
2. Tapones deslizantes: Se mantienen adheridos mediante un anillo plástico ajustado a la boca de la botella.

Estas soluciones han sido implementadas progresivamente por empresas como Coca-Cola y Danone, en línea con los plazos de la normativa.

## Críticas y desafíos
Aunque ambientalmente beneficiosos, los tapones adheridos han recibido críticas de diversos sectores:  
- Ergonomía: Usuarios han señalado dificultades para abrir y cerrar botellas con tapones unidos, especialmente en productos de uso frecuente, como botellas de agua mineral.[2]
- Reciclaje complicado: Según expertos, los tapones fabricados con materiales diferentes al de las botellas podrían requerir procesos adicionales de separación, complicando la cadena de reciclaje.[3]